# Lindsay Duncan
Lindsay Vere Duncan (ur. 7 listopada 1950 w Edynburgu) – szkocka aktorka filmowa, telewizyjna i teatralna.

## Filmografia
- 2013
  - Ostatni pasażer jako Elaine Middleton
- 2010
  - Alicja w Krainie Czarów (Alice in Wonderland)
- 2009
  - Doktor Who (Doctor Who) jako Adelaide Brooke
- 2006 
  - Miłosna układanka (Starter for Ten) jako Rose Harbinson
- 2005 
  - Rzym (Rome) jako Serwilia
- 2003 
  - Pod słońcem Toskanii (Under the Tuscan Sun) jako Katherine
- 1999 
  - Oliver Twist jako Elizabeth Leeford
  - Idealny mąż (An Ideal Husband) jako Lady Markby
  - Gwiezdne wojny: część I – Mroczne widmo (Star Wars, Episode I: The Phantom Menace) jako głos TC-14
- 1996 
  - Ludzie miasta jako Sydney Pappas
  - Sen nocy letniej (A Midsummer Night's Dream) jako Hippolyta/Titania
- 1990
  - Reflecting skin jako Dolphine Blue
- 1987
  - Nadstaw uszu (Prick Up Your Ears) jako Anthea Lahr

## Nagrody
- Nagroda Tony
  - Best Performance by a Leading Actress in a Play: 2002 Private Lives